# Chapadinha (gemeente)
Chapadinha is een gemeente in de Braziliaanse deelstaat Maranhão. De gemeente telt 70.537 inwoners (schatting 2009).